# Taça do Mundo de Todo-o-Terreno da FIA
A Taça do Mundo de Todo-o-Terreno da FIA é principal competição de Todo-o-terreno mundial, organizada pela FIA. Entre 2011 e 2018 a competição fundiu-se com a Taça do Mundo da FIA de Bajas, sendo que após a época 2019 voltaram a ser comeptições separadas.
É constituída por diversas provas de todo-o-terreno variando entre os 3 dias (para Bajas) e os 7 (Ralis TT), algumas das quais integram também o Campeonato Mundial de Todo-o-Terreno da FIM, destinada a motos.
Em 2022 os campeonatos do mundo da FIA e da FIM fundiram-se numa competição única, o Campeonato do Mundo de Todo-o-Terreno.

## Vencedores
| Ano  | Piloto                                  | Navegador                               | Carro                                   |
| ---- | --------------------------------------- | --------------------------------------- | --------------------------------------- |
| 1993 | Pierre Lartigue                         | Michel Périn                            | Citroën                                 |
| 1994 | Pierre Lartigue                         | Michel Périn                            | Citroën                                 |
| 1995 | Pierre Lartigue                         | Michel Périn                            | Citroën                                 |
| 1996 | Pierre Lartigue                         | Michel Périn                            | Citroën                                 |
| 1997 | Ari Vatanen                             | Fred Gallagher                          | Citroen                                 |
| 1998 | Jean-Louis Schlesser                    | Philippe Monnet                         | Buggy Schlesser                         |
| 1999 | Jean-Louis Schlesser                    | Philippe Monnet                         | Buggy Schlesser                         |
| 2000 | Jean-Louis Schlesser                    | Henri Magne                             | Buggy Schlesser                         |
| 2001 | Jean-Louis Schlesser                    | Henri Magne                             | Buggy Schlesser                         |
| 2002 | Jean-Louis Schlesser                    | Henri Magne                             | Buggy Schlesser                         |
| 2003 | Carlos Sousa                            | Henri Magne                             | Mitsubishi                              |
| 2004 | Khalifa Al Mutaiwei                     | Alain Guehennec                         | BMW                                     |
| 2005 | Bruno Saby                              | Michel Périn                            | Volkswagen                              |
| 2006 | Sergey Shmakov                          | Konstantin Meshcheryakov                | Buggy ZIL                               |
| 2007 | Carlos Sainz                            | Michel Périn                            | Volkswagen                              |
| 2008 | Nasser Al-Attiyah                       | Tina Thörner                            | BMW X-Raid                              |
| 2009 | Guerlain Chicherit                      | Tina Thörner                            | BMW X-Raid                              |
| 2010 | Leonid Novitskiy                        | Andreas Schulz                          | BMW X-Raid                              |
| 2011 | Leonid Novitskiy                        | Andreas Schulz                          | BMW X-Raid                              |
| 2012 | Khalifa Al Mutaiwei                     | Andreas Schulz                          | Mini All4 Racing X-Raid                 |
| 2013 | Krzysztof Holowczyc                     | Andreas Schulz                          | Mini All4 Racing X-Raid                 |
| 2014 | Vladimir Vasilyev                       | Konstantin Zhiltsov                     | Mini All4 Racing X-Raid                 |
| 2015 | Nasser Al-Attiyah                       | Mathieu Baumel                          | Mini All4 Racing X-Raid                 |
| 2016 | Nasser Al-Attiyah                       | Mathieu Baumel                          | Toyota Hilux 4x4                        |
| 2017 | Nasser Al-Attiyah                       | Mathieu Baumel                          | Toyota Hilux 4x4                        |
| 2018 | Jakub Przygoński                        | Tom Colsoul                             | Mini All4 Racing X-Raid                 |
| 2019 | Stéphane Peterhansel                    | Andrea Peterhansel                      | MINI JCW Buggy X-Raid                   |
| 2020 | Cancelada devido à Pandemia de COVID-19 | Cancelada devido à Pandemia de COVID-19 | Cancelada devido à Pandemia de COVID-19 |
| 2021 | Nasser Al-Attiyah                       | Mathieu Baumel                          | Toyota Hilux 4x4                        |